# Шевро (шкіра)
Шевро — м'яка шкіра хромового дублення, вироблена з шкур кіз. Словом шевро спочатку називалися виключно козлові, оброблені на манер лайки шкіри; але пізніше ця назва поширилася також і на вироби, виготовлені з баранячих, овечих і телячих шкур, що йдуть на взуття.
Шевро відрізняється еластичністю і часто застосовується для пошиття галантерейних виробів, сумок, портмоне або модельного взуття. Шевро може мати товщину від 0,3 мм і бути схожою на папір. Шевро виробляють в Іспанії та Італії.